# James Westheimer
James Napoleon Westheimer, född 17 november 1884 i Stockholm, död där 20 december 1958, var en svensk operasångare och skådespelare. 

## Filmografi (urval)
- 1926 – Ebberöds bank
- 1937 – John Ericsson - segraren vid Hampton Roads
- 1937 – Adolf Armstarke
- 1941 – Dunungen
- 1941 – Hem från Babylon
- 1941 – Göranssons pojke
- 1942 – Lyckan kommer
- 1942 – Det är min musik
- 1943 – Kajan går till sjöss
- 1944 – Prins Gustaf
- 1946 – Hotell Kåkbrinken
- 1952 – Adolf i toppform

## Teater

### Roller (ej komplett)
| År   | Roll    | Produktion                       | Regi               | Teater         |
| ---- | ------- | -------------------------------- | ------------------ | -------------- |
| 1936 | Sjövall | Hm, sa greven, revy Kar de Mumma | Harry Roeck Hansen | Blancheteatern |

### Fotnoter
1. ↑  ”Hm, sade greven”. Musikverket. http://calmview.musikverk.se/CalmView/Record.aspx?src=CalmView.Performance&id=PERF22205&pos=94. Läst 28 juli 2015.